# Theodor Kerckring

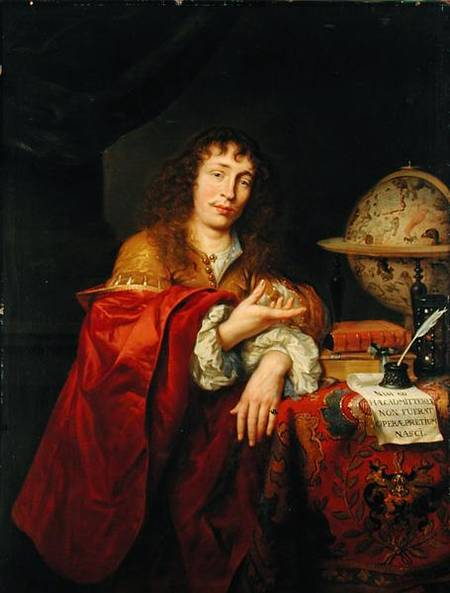
De 22-jarige Theodore Kerckring door Jurgen Ovens (1660).

Dirk Kerckring of Theodor Kerckring (soms ook Kerckeringh of Kerckerinck) (Amsterdam, gedoopt 22 juli 1638 - Hamburg, 2 november 1693) was een Nederlands anatoom en alchemist. 
Kerckring werd geboren als de zoon van de Amsterdamse koopman en VOC-kapitein Dirck Kerckring en Margaretha Bas (een dochter van Dirck Bas, een voormalig burgemeester van Amsterdam). In de tweede helft van de jaren 1650 bezocht hij de Latijnse school van Franciscus van den Enden (op hetzelfde moment als dat de latere filosoof Benedictus de Spinoza daar lessen volgde). Daarna studeerde hij geneeskunde aan de Universiteit van Leiden onder Franciscus Sylvius. Rond 1660 werd hij geschilderd door Jurgen Ovens. In 1667 kreeg hij bezoek van Cosimo III de' Medici, die geïnteresseerd was in nieuwe ontwikkelingen in de wetenschap en die nieuwsgierig was om Kerckrings collectie anatomische objecten te zien.
Verschillende bronnen laten zien dat Kerckring op goede voet stond met Van den Enden. In 1671 trad hij in het huwelijk met diens dochter  Clara Maria. Om haar te kunnen trouwen werd Kerckring zelfs rooms-katholiek. Zij hielp haar vader bij de lessen Latijn. Ook Spinoza lijkt geïnteresseerd in haar te zijn geweest.
In 1675 reisde hij door Europa en in 1678 vestigde hij zich in Hamburg. Hij liet er een stadspaleis optrekken met kapel, ontworpen door Philip Vingboons. Kerckring was bevriend met Nicolas Steno (Nicolas Stensen), een Deense anatoom, die in dienst van de familie De' Medici was getreden en evenals Kerckring katholiek was geworden. Nadat Steno zich tot priester had laten wijden en de wetenschap vaarwel had gezegd, trok hij naar Noord-Duitsland om de Luthersen te bewegen hetzelfde te doen. Steno kreeg hier onderdak bij Kerckring, zodat ze konden samenwerken. In 1685 werd Kerckring op voorspraak van Steno tot resident van Groothertogdom Toscane benoemd. 
In de anatomische wereld herinnert men zich Kerckring met name vanwege zijn Spicilegium Anatomicum. Dit is een anatomische atlas van klinische observaties, medische curiosa, autopsieontdekkingen samen met algemene anatomische informatie. Hij wordt gecrediteerd met het beschrijven van de gehoorbeentjes van Kerckring, een soms voorkomende ossificatiepunt in het achterhoofdsbeen, dat rond de 16e week van de zwangerschap kan verschijnen. Kerckring gaf ook een uitgebreide beschrijving van de plooien van het slijmvlies van de dunne darm. Deze anatomische plooien kennen verschillende namen, waaronder de kleppen van Kerckring, plooien van Kerckring, plicae circulares en valvulae conniventes. Kerckring maakte bij zijn werk gebruik van een door Spinoza vervaardigde microscoop. 

## Voetnoten
1. ↑  Middelkoop, N. (2010) Een Amsterdammer in Hamburg, Een Noord-Duitser in Amsterdam, blz. 163-169. In: Maandblad Amstelodamum, blz. 79-84
2. ↑  Margaret Gullan-Whur, Jabic Veenbaas Spinoza: een leven volgens de rede, Lemniscaat, 2000, blz. 100
3. ↑  Kooymans, L. (2007) Gevaarlijke Kennis, blz. 325-326.
4. ↑  Kerckring woonde in de Hollandse wijk. Op die plek verscheen na 1883 het Hauptzollamt, toen Hamburg zich aansloot bij Pruisen; 20.000 mensen werden gedwongen te verhuizen en 1100 huizen zijn afgebroken.
5. ↑  Kerckring en de Spicilegium anatomicum.